# Obscure Alternatives
| Recensione     | Giudizio |
| -------------- | -------- |
| AllMusic       |          |
| Ondarock       |          |
| Piero Scaruffi |          |

Obscure Alternatives è il secondo album del gruppo musicale britannico Japan, pubblicato nell'ottobre 1978 a sei mesi dal debutto Adolescent Sex.

## Tracce
Testi e musiche di David Sylvian.
Lato A
1. Automatic Gun – 4:06
2. ...Rhodesia – 6:50
3. Love Is Infectious – 4:12
4. Sometimes I Feel So Low – 3:45

Lato B
1. Obscure Alternatives – 6:50
2. Deviation – 3:25
3. Suburban Berlin – 5:00
4. The Tenant – 7:16

Tracce extra CD / CD-ROM (2004)
1. Deviation (live) – 3:20
2. Obscure Alternatives (live) – 6:05
3. In Vogue (live) – 6:12
4. Sometimes I Feel So Low (live) – 4:06

Nel CD-ROM: Sometimes I Feel So Low (video)

## Formazione
- David Sylvian - voce, chitarra
- Steve Jansen - percussioni, voce
- Mick Karn - basso, sassofono, voce
- Rob Dean- chitarra, voce
- Richard Barbieri - sintetizzatori, tastiere
- Chris Tsangarides - ingegnere del suono